# Éric Saul
Éric Saul (Parigi, 26 maggio 1954) è un pilota motociclistico francese ritiratosi dall'attività agonistica.

## Carriera
Ha iniziato l'attività di pilota di moto nel 1974, partecipando alla "Coupe Kawasaki-Moto Revue", vinta nel 1975 davanti a piloti come Christian Sarron, Denis Boulom, Christian Le Liard, Thierry Espié ed altri. Partecipò poi a numerose edizioni del motomondiale negli anni compresi tra il 1977 (anno in cui esordì al GP di Gran Bretagna della 250, terminato al terzo posto) e il 1986 disputando un totale di 30 GP (15 nella classe 350, 12 in 250 e 3 in 125) vincendo anche 2 gare, la prima al GP delle Nazioni 1981 in 250 e la seconda in 350 al GP d'Austria 1982. In quella stagione si classificò quarto nella classifica finale del motomondiale, sua migliore prestazione (ottenuta con una Yamaha TZ 350 a telaio Chevallier).
Ritiratosi dalle competizioni nel 1986, dal 1999 organizza il campionato ICGP, riservato alle 250 e 350 da GP costruite tra il 1974 e il 1984.

## Risultati nel motomondiale

### Classe 250
| 1977 | Classe | Moto   |   |    |   |   |   |    |   |   |   |   |   |   |   |  | Punti | Pos. |
| ---- | ------ | ------ | - | -- | - | - | - | -- | - | - | - | - | - | - | - |  | ----- | ---- |
| 1977 | 250    | Yamaha | - | NE | - | - | - | 11 | - | - | - | - | - | - | 3 |  | 10    | 21º  |

| 1978 | Classe | Moto   |     |   |    |     |   |   |    |   |   |   |   |   |   |  | Punti | Pos. |
| ---- | ------ | ------ | --- | - | -- | --- | - | - | -- | - | - | - | - | - | - |  | ----- | ---- |
| 1978 | 250    | Yamaha | Rit | - | NE | Rit | - | - | NQ | - | - | - | - | - | - |  | 0     |      |

| 1979 | Classe | Moto               |   |    |    |    |   |   |    |   |   |   |    |     |   |  | Punti | Pos. |
| ---- | ------ | ------------------ | - | -- | -- | -- | - | - | -- | - | - | - | -- | --- | - |  | ----- | ---- |
| 1979 | 250    | Yamaha e Adriatica | 6 | NE | 14 | NQ | - | 9 | 12 | - | - | - | 12 | Rit | 7 |  | 11    | 18º  |

| 1980 | Classe | Moto   |   |   |   |   |   |   |   |   |   |   |  |  |  |  | Punti | Pos. |
| ---- | ------ | ------ | - | - | - | - | - | - | - | - | - | - |  |  |  |  | ----- | ---- |
| 1980 | 250    | Bimota | 5 | - | 5 | - | 2 | - | - | - | - | - |  |  |  |  | 24    | 9º   |

| 1981 | Classe | Moto              |   |    |   |   |   |   |    |   |   |   |   |   |   |   | Punti | Pos. |
| ---- | ------ | ----------------- | - | -- | - | - | - | - | -- | - | - | - | - | - | - | - | ----- | ---- |
| 1981 | 250    | Chevallier Yamaha | 7 | NE | - | 1 | - | - | NE | - | - | - | - | - | - | - | 19    | 13º  |

| 1985 | Classe | Moto   |  |  |  |  |  |  |  |    |  |  |  |  |  |  | Punti | Pos. |
| ---- | ------ | ------ |  |  |  |  |  |  |  | -- |  |  |  |  |  |  | ----- | ---- |
| 1985 | 250    | Comoth |  |  |  |  |  |  |  | NQ |  |  |  |  |  |  | 0     |      |

| Legenda | 1º posto        | 2º posto            | 3º posto            | A punti      | Senza punti        | Grassetto – Pole position Corsivo – Giro più veloce |
| Legenda | Gara non valida | Non qual./Non part. | Ritirato/Non class. | Squalificato | '-' Dato non disp. | Grassetto – Pole position Corsivo – Giro più veloce |

### Classe 350
| 1977 | Classe | Moto   |   |    |   |   |   |     |   |   |    |   |   |   |   |  | Punti | Pos. |
| ---- | ------ | ------ | - | -- | - | - | - | --- | - | - | -- | - | - | - | - |  | ----- | ---- |
| 1977 | 350    | Yamaha | - | AN | - | - | - | Rit | - | - | NE | - | - | - | - |  | 0     |      |

| 1978 | Classe | Moto   |   |    |   |     |   |   |    |   |   |   |   |   |   |  | Punti | Pos. |
| ---- | ------ | ------ | - | -- | - | --- | - | - | -- | - | - | - | - | - | - |  | ----- | ---- |
| 1978 | 350    | Yamaha | 7 | NE | - | Rit | - | - | NE | - | - | - | - | - | - |  | 4     | 20º  |

| 1979 | Classe | Moto               |   |   |     |     |   |     |     |    |    |  |     |   |     |  | Punti | Pos. |
| ---- | ------ | ------------------ | - | - | --- | --- | - | --- | --- | -- | -- |  | --- | - | --- |  | ----- | ---- |
| 1979 | 350    | Yamaha e Adriatica | 7 | - | Rit | Rit | - | Rit | Rit | NE | NE |  | Rit | 5 | Rit |  | 10    | 16º  |

| 1980 | Classe | Moto   |   |    |   |    |   |    |    |   |   |   |  |  |  |  | Punti | Pos. |
| ---- | ------ | ------ | - | -- | - | -- | - | -- | -- | - | - | - |  |  |  |  | ----- | ---- |
| 1980 | 350    | Bimota | 7 | NE | 3 | NE | - | NE | NE | 3 | - | - |  |  |  |  | 24    | 6º   |

| 1981 | Classe | Moto              |     |   |   |   |    |    |   |   |    |    |   |    |    |   | Punti | Pos. |
| ---- | ------ | ----------------- | --- | - | - | - | -- | -- | - | - | -- | -- | - | -- | -- | - | ----- | ---- |
| 1981 | 350    | Chevallier Yamaha | Rit | - | 2 | 5 | NE | NE | - | - | NE | NE | - | NE | NE | - | 18    | 9º   |

| 1982 | Classe | Moto              |   |   |   |    |   |   |    |    |    |    |   |   |    |   | Punti | Pos. |
| ---- | ------ | ----------------- | - | - | - | -- | - | - | -- | -- | -- | -- | - | - | -- | - | ----- | ---- |
| 1982 | 350    | Chevallier Yamaha | 4 | 1 | - | NE | 6 | 7 | NE | NE | 17 | NE | 7 | 5 | NE | 3 | 52    | 4º   |

| Legenda | 1º posto        | 2º posto            | 3º posto            | A punti      | Senza punti        | Grassetto – Pole position Corsivo – Giro più veloce |
| Legenda | Gara non valida | Non qual./Non part. | Ritirato/Non class. | Squalificato | '-' Dato non disp. | Grassetto – Pole position Corsivo – Giro più veloce |

### Classe 500
| 1984 | Classe | Moto  |  |  |  |  |  |    |  |  |  |  |  |  |  |  | Punti | Pos. |
| ---- | ------ | ----- |  |  |  |  |  | -- |  |  |  |  |  |  |  |  | ----- | ---- |
| 1984 | 500    | Paton |  |  |  |  |  | NQ |  |  |  |  |  |  |  |  | 0     |      |

| Legenda | 1º posto        | 2º posto            | 3º posto            | A punti      | Senza punti        | Grassetto – Pole position Corsivo – Giro più veloce |
| Legenda | Gara non valida | Non qual./Non part. | Ritirato/Non class. | Squalificato | '-' Dato non disp. | Grassetto – Pole position Corsivo – Giro più veloce |